# Chemsakia subarmata
Chemsakia subarmata är en skalbaggsart som beskrevs av Linsley 1967. Chemsakia subarmata ingår i släktet Chemsakia och familjen långhorningar. Inga underarter finns listade i Catalogue of Life.